# 宛嘉祥
宛嘉祥（16世紀—17世紀），號白湖，南直隸廬州府廬江縣人，明朝政治人物。

## 生平
年少時家貧，一度當僕役時受辱，憤而說：「我丈夫也何至此？」決志苦讀七年，是嘉靖二十二年（1543年）癸卯科應天鄉試舉人，授廣信府通判，升臨清州知州，擢戶部郎中，出為思南府知府，刑清政簡。當時思南府有土寇瞞天大王，聚眾萬餘人，為害州縣十餘年，未能根除，宛嘉祥到任後，設法招徠諭以恩信，瞞天大王率領部下六人歸順。朝廷嘉獎其功績，命其久任思南府，撫戢餘眾，四境帖然，民間立碑頌德，繪畫其肖像作紀念。
年邁後致仕歸里，杜門謝客。廬江縣若有大事，知縣登門請教。嘉靖四十二年（1563年）纂修《廬江縣志》，並著有詩文若干卷。